# Django défie Sartana
Pour les articles homonymes, voir Django et Sartana.
Pour plus de détails, voir Fiche technique et Distribution.
Django défie Sartana (Django sfida Sartana) est un western spaghetti italien réalisé par Pasquale Squitieri (sous le pseudo de William Redford), et sorti en 1970. Selon la coutume de ces années-là, les personnages de Django et Sartana ont été rajoutés sans que le film fasse partie d'une série « canonique » des aventures de ces personnages.

## Synopsis
Django, un chasseur de primes, quitte Stonecity pour traquer Le Corbeau, un bandit qui terrorise la région. Entre-temps, arrive Sartana, un autre chasseur de primes.
En l'absence de Django, Steve, son frère cadet, est chargé par le directeur de la banque d'offrir à Sartana de l'argent pour le dissuader de dévaliser la banque. Sartana s'offusque de cette proposition et renvoie vertement le pauvre Steve. Pendant ce temps, le directeur de la banque est retrouvé mort par ses hommes, et sa nièce est enlevée. L'un des hommes qui a retrouvé le directeur témoigne que ses derniers mots étaient « Steve » et « Sartana ». Le coffre de la banque est d'ailleurs trouvé vide, ce qui désigne Steve comme coupable, d'autant qu'il a été vu avec Sartana. Steve est retrouvé ivre dans un bordel, et on le lynche aussitôt. Quand Django revient en ville, il trouve le corps de son frère encore pendu. Il ne croit pas un mot des accusations contre Steve et cherche Sartana. Quand les deux chasseurs de primes se retrouvent, ils se battent à mains nues, et Sartana parvient à faire comprendre à Django qu'il a reçu une proposition bizarre de Steve. Ils ouvrent le cercueil du directeur de la banque et le trouvent vide.
Ils se rendent tous deux au Mexique, où ils entendent parler d'un gringo très riche arrivé il y a peu. Il s'aperçoivent qu'il s'agit effectivement du directeur de la banque, parti avec sa maîtresse, et qui tient sa nièce en étroite surveillance. Django se fait engager par les hommes du directeur, et tente de libérer la nièce, seul témoin qui pourrait innocenter Steve. Mais Django a été reconnu. Il est capturé et torturé. Sartana intervient enfin de l'extérieur de la fazenda, sauve Django et récupère le butin. La vengeance se termine par l'exécution du directeur, alors qu'il tente une dernière fois de tuer Django. Les deux chasseurs de primes reprennent alors chacun son chemin.

## Fiche technique
- Titre : Django défie Sartana[2]
- Titre original italien : Django sfida Sartana
- Titre anglais : Django Against Sartana / Django Challenges Sartana / Django Defies Sartana (USA)
- Titre espagnol : Django desafía a Sartana
- Titre finnois : Savuavat revolverit
- Genre : western spaghetti
- Réalisateur : Pasquale Squitieri (sous le pseudo de William Redford)
- Scénario : Pasquale Squitieri (sous le pseudo de William Redford)
- Production : Roberto Bessi, pour Atlas Cinematografica, B.C.R. Produzione Film
- Photographie : Eugenio Bentivoglio
- Montage : Pasquale Squitieri
- Effets spéciaux : Gino Vagniluca
- Musique : Piero Umiliani
- Décors : Riccardo Domenici
- Maquillage : Aldo Chiavaroli
- Durée : 89 minutes
- Aspect ratio : 2.35:1
- Pays :  Italie
- Année de sortie : 1970
- Distribution en Italie : Produzioni Atlas Consorziate
- Date de sortie en salle en France : 11 octobre 1972[2]

## Distribution
- Luciano Stella (sous le pseudo de Tony Kendall) : Django
- Giorgio Ardisson (sous le pseudo de George Ardisson) : Sartana
- José Torres : Loco, le muet
- Bernard Farber : Philip Singer
- Adler Gray : la nièce de Singer
- John Alvar : Steve
- Teodoro Corrà : le Corbeau
- Salvatore Billa : un homme de Singer
- Fulvio Mingozzi : shérif
- Augusto Pesarini
- Mirella Pompili
- Claudio Trionfi